# Bassignac-le-Haut
Bassignac-le-Haut é uma comuna francesa na região administrativa da Nova Aquitânia, no departamento de Corrèze. Estende-se por uma área de 18,37 km². Em 2010 a comuna tinha 172 habitantes (densidade: 9,4 hab./km²).